# 데니우송 페레이라 네베스
데니우송 페헤이라 네베스(Denílson Pereira Neves, 1988년 2월 16일, 브라질 상파울루 ~ )는 브라질의 축구 선수이다. 그는 미드필드 플레이어로 미드필더나 미드필더 역할을 맡는다. 현재 소속팀은 슬리마 원더러스 FC이다. 그리고 브라질 U-17 대표팀 당시 주장의 역할을 맡았었다.

## 클럽 경력

### 상파울루 FC
2005년, 그는 코파 리베르타도레스와 2005 FIFA 클럽 월드컵에 상파울루 FC의 소속 선수로 모습을 보이며 그의 경력을 시작하였다. 그러나 그는 상파울루에서 4 선발, 8 교체 출전 기록을 갖는 후보 선수라고 할 수 있었다.

### 아스널 FC
2006년 8월 31일, 340만 파운드에 등번호 15번을 받으며 아스널 FC로 이적하였다. 많은 이들은 이 낯선 선수의 이적 소식에 놀라워했다.

## 클럽 통산 기록
| 클럽      | 시즌    | 리그 | 리그 | 리그 | 컵   | 컵   | 컵   | 유럽 | 유럽 | 유럽 | 총합 | 총합 | 총합 |
| 클럽      | 시즌    | 출장 | 득점 | 도움 | 출장 | 득점 | 도움 | 출장 | 득점 | 도움 | 출장 | 득점 | 도움 |
| --------- | ------- | ---- | ---- | ---- | ---- | ---- | ---- | ---- | ---- | ---- | ---- | ---- | ---- |
| 아스널 FC | 2006-07 | 10   | 0    | 1    | 8    | 0    | 0    | 1    | 0    | 0    | 19   | 0    | 1    |
| 아스널 FC | 2007-08 | 13   | 0    | 2    | 6    | 2    | 1    | 4    | 0    | 0    | 23   | 2    | 3    |
| 아스널 FC | 2008-09 | 37   | 3    | 7    | 2    | 0    | 0    | 12   | 0    | 0    | 51   | 3    | 7    |
| 아스널 FC | 2009-10 | 20   | 4    | 2    | 1    | 1    | 0    | 7    | 1    | 0    | 28   | 6    | 2    |
| 통산      | 통산    | 80   | 7    | 12   | 17   | 3    | 1    | 24   | 1    | 0    | 121  | 11   | 13   |

(클럽 통계는 2010년 5월 25일 현재)